# Deaf Dumb Blind
Deaf Dumb Blind ist das erste Studioalbum der schwedischen Crossover-Band Clawfinger. Es erschien am 21. April 1993 über WEA Records und wurde in Deutschland mit einer Goldenen Schallplatte ausgezeichnet.

## Entstehung
Für das Album schrieb die Band insgesamt 21 Lieder, von denen nur zehn auf dem Album verwendet wurden. Das Lied Nigger war bereits auf dem Demo der Band vertreten. Der Text des Liedes Catch Me ist eine Übersetzung des Liedes Dom Får Aldrig Mig von der schwedischen Punk-Band Asta Kask. Aufgenommen wurde das Album in den Decibel Studios in Stockholm. Produziert wurde Deaf Dumb Blind von Jacob Hellner und der Band. Gemischt wurde das Album von Stefan Glaumanm, während Björn Engelman das Mastering übernahm. Als Gastmusiker ist Sebastian Öberg am Cello bei dem Lied Rosegrove zu hören. Außerdem waren Sleepy und Gurra G. für das Scratchen verantwortlich. Für das Album wurden vier Musikvideos gedreht, davon zwei für das Lied Nigger und jeweils eins für The Truth und Warfair. Die Neuveröffentlichung des Albums im Jahre 2004 enthielt die Bonustitel Get It, Profit Preacher und Stars & Stripes, wobei Profit Preacher ebenfalls vom Demo stammt.

## Hintergrund
Der Albumtitel bedeutet ins deutsche übersetzt Taub Stumm Blind und bezieht sich laut Sänger Zak Tell auf den Medien-Overkill. Immer mehr Fernsehsender und Zeitungen würden die Menschen wegen der Informationsflut verwirren, weil die Aufnahmefähigkeit der Menschen erschöpft wäre.

„Menschenschicksale werden nur noch als Medienereignis wahrgenommen, wodurch das Gespür für die Realität zunehmend verschwindet, bis man dann eben taub, dumm und blind ist.“

Mit dem Lied Nigger kritisierte die Band schwarze Minderheiten, im Besonderen aus dem Bereich der US-amerikanischen Hip-Hop-Kultur, die das Wort „Nigger“ für sich selbst verwenden. Ursprünglich wurde das Wort von Weißen als abwertende Bezeichnung für Menschen mit dunkler Hautfarbe verwendet. Catch Me handelt von einem Menschen, der in suizidaler Absicht aus einer großen Höhe springt. Kurz vor dem Aufprall fühlt sich die Person lebendiger als zu der Zeit, wo er noch lebte.
Auf der Rückseite des Albums steht, dass Deaf Dumb Blind „geladen“ wäre mit Samples, Loops und keinen Gitarrenverstärkern. Dies ist eine Anspielung auf die Band Rage Against the Machine, die im Booklet ihres Debütalbums schrieben, dass keine Samples, Keyboards oder Synthesizer verwendet wurden.

## Rezeption

### Rezensionen
Das deutsche Magazin Metal Hammer kürte Deaf Dumb Blind zum Album des Monats. Martin Gross bezeichnete es als „faszinierend“, wie Clawfinger „die Essenzen aus Faith No More, Body Count, Red Hot Chili Peppers und den Suicidal Tendencies zu größtenteils hitverdächtigen Songs verarbeiten“. Aus dem Album spreche „der Mut zu ungewöhnlichen Ideen, die dennoch nachvollziehbar bleiben“. Deaf Dumb Blind wäre „das Album, das Faith No More nach The Real Thing hätten veröffentlichen sollen“. Gross vergab sieben von sieben Punkten.
Marcus Schleutermann vom deutschen Magazin Rock Hard bezeichnete das Album als „ein mehr als beeindruckende Debüt“, welches ein „gefundenes Fressen für Fans von Bands wie Rage Against the Machine, Faith No More, Sator oder den Barbie Bones“ wäre. Gegen Ende der Spielzeit würde man aber „einfach den Pep, die auf den Punkt gebrachten Strukturen, die coolen Breaks und die enorme Eingängigkeit vermissen“, weshalb Schleutermann 8,5 von zehn Punkten vergab.

### Chartplatzierungen
Deaf Dumb Blind erreichte Platz fünf der schwedischen Albumcharts, was bis heute die höchste Platzierung in ihrem Heimatland darstellt. In den deutschen Albumcharts belegte das Album Platz 32, in Österreich Platz 16 und in der Schweiz Platz 19. Die Single Nigger belegte Platz 22 der schwedischen Singlecharts. Warfair erreichte Platz 12 der schwedischen und Platz 54 der britischen Singlecharts. In beiden Ländern war es die bestplatzierte Single der Bandgeschichte.

### Bedeutung
Beim schwedischen Musikpreis Grammis wurden Clawfinger 1994 mit dem Preis in der Kategorie Hardrock ausgezeichnet. Nominierungen erhielt die Band in den Kategorie Album des Jahres und Newcomer, die Preise gingen jedoch an Rhythm & Blonde bzw. Stakka Bo. Deaf Dumb Blind wurde 1997 in Deutschland für über 250.000 verkaufte Einheiten mit einer goldenen Schallplatte ausgezeichnet. Weltweit wurden über 700.000 Exemplare des Albums verkauft. Das deutsche Magazin Visions führte Deaf Dumb Blind auf ihrer 2019 veröffentlichten Liste der 55 besten schwedischen Rockalben.